# Чин Тимур-султан
Чин Тимур-султан (араб. چانه تیمور خان) — полководец, двоюродный брат по монгольской линии Бабура. Чин Тимур был сыном Султан-Ахмад-хана I, хана Восточного и Центрального Моголистана.
Чин Тимур служил в армии Бабура, во время его похода в Индию в 1526 году. В битве при Панипате он руководил ударным отрядом конницы, совершил удачное нападение на противника, захватив добычу и пленных.
В битве при Кхануа 16 марта 1527 года Чин Тимур командовал ударным отрядом конницы и в начале сражения находился в центре армии, вместе с Бабуром. Во время сражения армия Санграм Сингх ударила в правый фланг армии Бабура. Чин Тимур пришел на помощь правому флангу, отразил атаку врага и перешел в контрнаступление, чем привел врага в замешательство. За проявленный героизм ему была назначена большая награда.

## Примечание
1. ↑  Книга Чингиз-хан и Чингизиды. Судьба и власть - читать онлайн. Автор: Турсун Султанов. LoveRead.ec. loveread.ec. Дата обращения: 23 декабря 2019.
2. ↑  Yevhen Kukhar, Irina Yurchak. You books. Гарольд Лэмб. Бабур-Тигр. Великий завоеватель Востока (англ.). You-books.com. The biggest library. Дата обращения: 23 декабря 2019. Архивировано 3 октября 2019 года.
3. ↑  Великие сражения Востока. maxima-library.org. Дата обращения: 23 декабря 2019. Архивировано 23 декабря 2019 года.
4. ↑  933-1527. Битва при Кхануа. Электронный Минбар. Дата обращения: 23 декабря 2019. Архивировано 23 декабря 2019 года.